# Epiamomum
Epiamomum là một chi thực vật trong họ Zingiberaceae, sinh sống tại khu vực đảo Borneo. Cho tới năm 2018 nó được coi là đồng nghĩa của Amomum.

## Các loài
Plants of the World Online (2020) công nhận 6 loài như sau:
- Epiamomum angustipetalum (S.Sakai & Nagam.) A.D.Poulsen & Škorničk., 2018
- Epiamomum borneense (K.Schum.) A.D.Poulsen & Škorničk., 2018
- Epiamomum epiphyticum (R.M.Sm.) A.D.Poulsen & Škorničk., 2018
- Epiamomum hansenii (R.M.Sm.) A.D.Poulsen & Škorničk., 2018
- Epiamomum pungens (R.M.Sm.) A.D.Poulsen & Škorničk., 2018
- Epiamomum roseisquamosum (Nagam. & S.Sakai) A.D.Poulsen & Škorničk., 2018